# 김동국
김동국(2003년 12월 10일 ~ )는 대한민국의 축구 선수로, 포지션은 윙백이다. 현재 K리그1 광주 FC 소속이다.